# Brejna
Brejna – dolina w Beskidzie Małym w granicach wsi Ponikiew w województwie małopolskim, powiecie wadowickim, w gminie Wadowice. Orograficznie lewe zbocza doliny tworzy grzbiet Palenicy, a prawe Żar, Kamień i Głownik. Dolina uchodzi do doliny Ponikiewki w okolicach kościoła w Ponikiwi, a jej dnem spływa potok Brejnówka. Dolina jest całkowicie porośnięta lasem, jedynie w jej wylocie znajdują się pola i zabudowania wsi Ponikiew.
Nazwa doliny jest pochodzenia wołoskiego. Wołosi osiedlili się tutaj około połowy XVI wieku, dolinę początkowo nazywali wołosko-rumuńskim słowem „brina” oznaczającym wąską, górską perć, która zapewne kiedyś prowadziła nią do położonych w dolinie pastwisk. Z czasem nazwa ta przekształciła się na obecną Brejna. Podobnego pochodzenia jest nazwa wsi Brenna w Beskidzie Śląskim.